# Muiredach
Muiredach ist ein irischer männlicher Vorname.
Namensträger
- Muiredach Tirech († 356), sagenhafter irischer König
- Muiredach († nach 1074/75), irischer Mönch in Regensburg, siehe Mercherdach

Siehe auch
- Muiredach-Kreuz
- Muredach